# 파릉 초씨
파릉 초씨(巴陵楚氏)는 한국의 성씨이다.
명나라에서 한림학사를 지낸 초해창(楚海昌)이 명나라가 망하자 조선에 망명해 성산백(星山伯)에 봉해지고 성주(星州)에 정착해 조선인으로 살아갔다. 그 후 그의 후손들은 초해창의 고향인 파릉을 본관으로 삼았다.

## 참고 자료
- “파릉 초씨(巴陵楚氏)”. 부천족보전문도서관. 2022년 11월 30일에 원본 문서에서 보존된 문서.
- 金光林 (2014). “A Comparison of the Korean and Japanese Approaches to Foreign Family Names” (PDF). 《Journal of cultural interaction in East Asia》 (영어) (東アジア文化交渉学会). 24면. 2016년 3월 27일에 원본 문서 (PDF)에서 보존된 문서.